# Monte Alto
Monte Alto é um município brasileiro localizado na Região Metropolitana de Ribeirão Preto (RMRP) no interior do estado de São Paulo. Está a 350 quilômetros da capital paulista. A altitude média da sede do município é de 735 metros. Sua população em 2019 era de aproximadamente 50.498 habitantes, o que a faz a 93ª maior cidade do interior do estado. Faz parte do grupo de municípios com IDH elevado, ocupando a 96ª posição no estado de São Paulo. O município é formado pela sede (que inclui o povoado de Ibitirama) e pelo distrito de Aparecida do Monte Alto (no passado chamado Montesina), localizado a 20 Km do centro da cidade.

## História
De onírica imagem a cidade real; assim fez-se Monte Alto. Do sonho de um morador de Jaboticabal que tudo havia perdido em um incêndio surgiu a Cidade Sonho. Porfírio Luís de Alcântara Pimentel era farmacêutico, e teria sido designado cirurgião-mor, pelo imperador Dom Pedro II (fato contestado).
Um dia sonhou que descia um córrego no qual havia um "taimbé" (cachoeira), acima do qual, o planalto extenso era tomado por um cafezal, ladeado pela mata virgem. Vislumbrou também que ao planalto dominava um monte, no alto do qual havia uma igreja, como a de Pirapora do Bom Jesus. Em busca desse lugar, em 9 de dezembro de 1879, ele partiu com o filho Antônio e com amigos. Em 11 de dezembro, dirigiram-se até a casa de Antonio Pinto de Azevedo, caçador de queixada e conhecido como Antonio Silvério, relatando sobre o sonho. O caçador informou-o sobre um "taimbé" na área e foram vê-lo. Venceram o monte e, ao chegarem ao topo, Porfírio teve a certeza de que sonhara mesmo com aquele lugar. Então exclamou aos que o acompanhavam: “Aqui se chamará Bom Jesus de Pirapora das Três Divisas de Monte Alto!”.
Adquiriu, junto ao proprietário Bertholino José Baptista, quatro alqueires de terra para dar início à construção do povoado. Ergueram um cruzeiro e uma construção rústica, coberta com folhas de palmeiras, e, no dia 15 de maio de 1881, em louvor ao Senhor Bom Jesus, com a celebração de uma missa, fundava-se Monte Alto, em território pertencente a Jaboticabal.
Assim, graças ao forte desenvolvimento econômico baseado na cafeicultura, em 1895, apenas 14 anos após a fundação, com o nome atual, Monte Alto tornava-se município, emancipando-se. Naquele tempo, o município possuía 2.450 km² (sete vezes a área atual), fazendo divisas com Taquaritinga, ao sul/sudoeste (1.130 km²), Rio Preto, a noroeste (com 24.500 km², atual São José do Rio Preto), Barretos, a nordeste (5.740 km²) e Jaboticabal, ao leste (1.330 km²), do qual todos estes se originaram.  Estendia-se, ao norte, até Tabapuã, inclusive (até 1919), nas divisas com Rio Preto e Barretos, e incluía, total ou parcialmente, áreas dos atuais municípios de Santa Adélia (até 1907), Cândido Rodrigues (até 1914),Catanduva (até 1916), Ariranha e Pindorama (até 1918), Catiguá e Novais (ambos desmembrados de Tabapuã - até 1919), Fernando Prestes e Palmares Paulista (até 1935) e Vista Alegre do Alto (até 1959). 

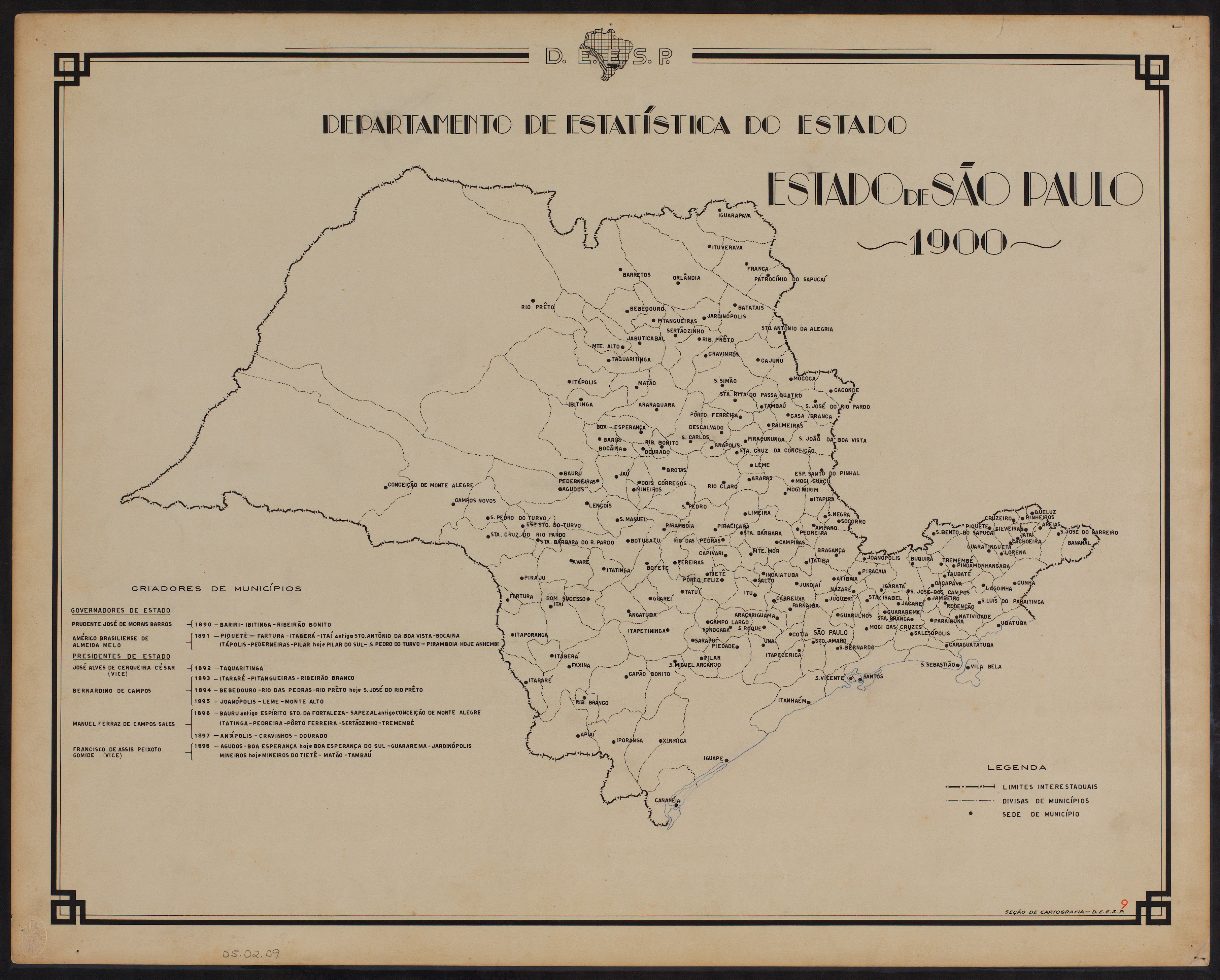
Estado de São Paulo (1900).

A criação da Comarca de Monte Alto deu-se em 1928. Pertenceriam a ela, além de Monte Alto, mais três municípios: Pirangi, Paraíso e Vista Alegre do Alto (como município, após a sua emancipação). O primeiro juiz foi Carlos Kiellander e o primeiro promotor público foi Maurílio Correa Giudece.
Antes da fundação do que seria a sede do município, além de algumas fazendas já existia o núcleo populacional de Aparecida de Monte Alto (atualmente Distrito). Desde o passado remoto (do qual há vestígios no Museu Arqueológico municipal), a região foi povoada pelos caingangues, sendo que, no início do desbravamento, casamentos intergrupos eram usuais, principalmente entre os homens caucasianos e indígenas.
Durante os primeiros anos da instalação do município de Monte Alto, tal como no Brasil, de modo geral, não existia Prefeitura Municipal e sim apenas a Câmara Municipal. Assim, o cargo mais importante era o do Presidente da Câmara, sendo exercido pelo vereador mais idoso, experiente e mais reconhecido pelos seus pares, em eleição indireta (realizada apenas entre os vereadores). Ao menos em Monte Alto, o cargo de Intendente, interlocutor entre a população e a Câmara, foi inicialmente, exercido pelo vereador mais jovem, igualmente eleito de forma indireta e que acumulava o cargo de Secretário da Câmara.
Posteriormente, a denominação do cargo mudou de Intendente para Prefeito, continuando sendo sua escolha de forma indireta. Apenas com a ascensão de Vargas ao poder é que a relação muda, sendo extintas as Câmaras Municipais e os Prefeitos escolhidos por indicação. Em 1936 é que ocorrem as primeiras eleições para Prefeito, que voltam a ocorrer apenas após  a Era Vargas.

## Demografia

### População

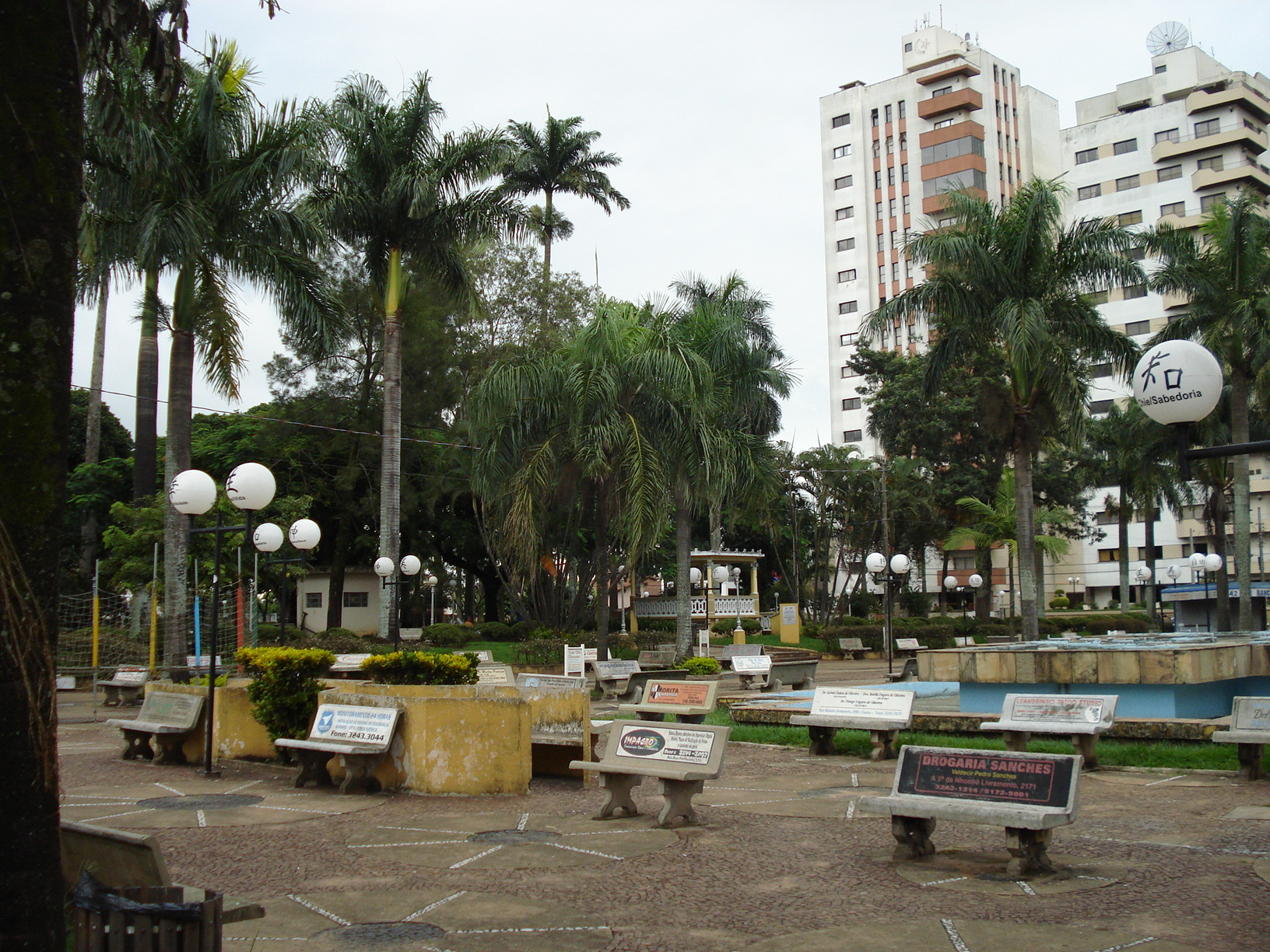
Praça Doutor Luiz Zacharias de Lima.

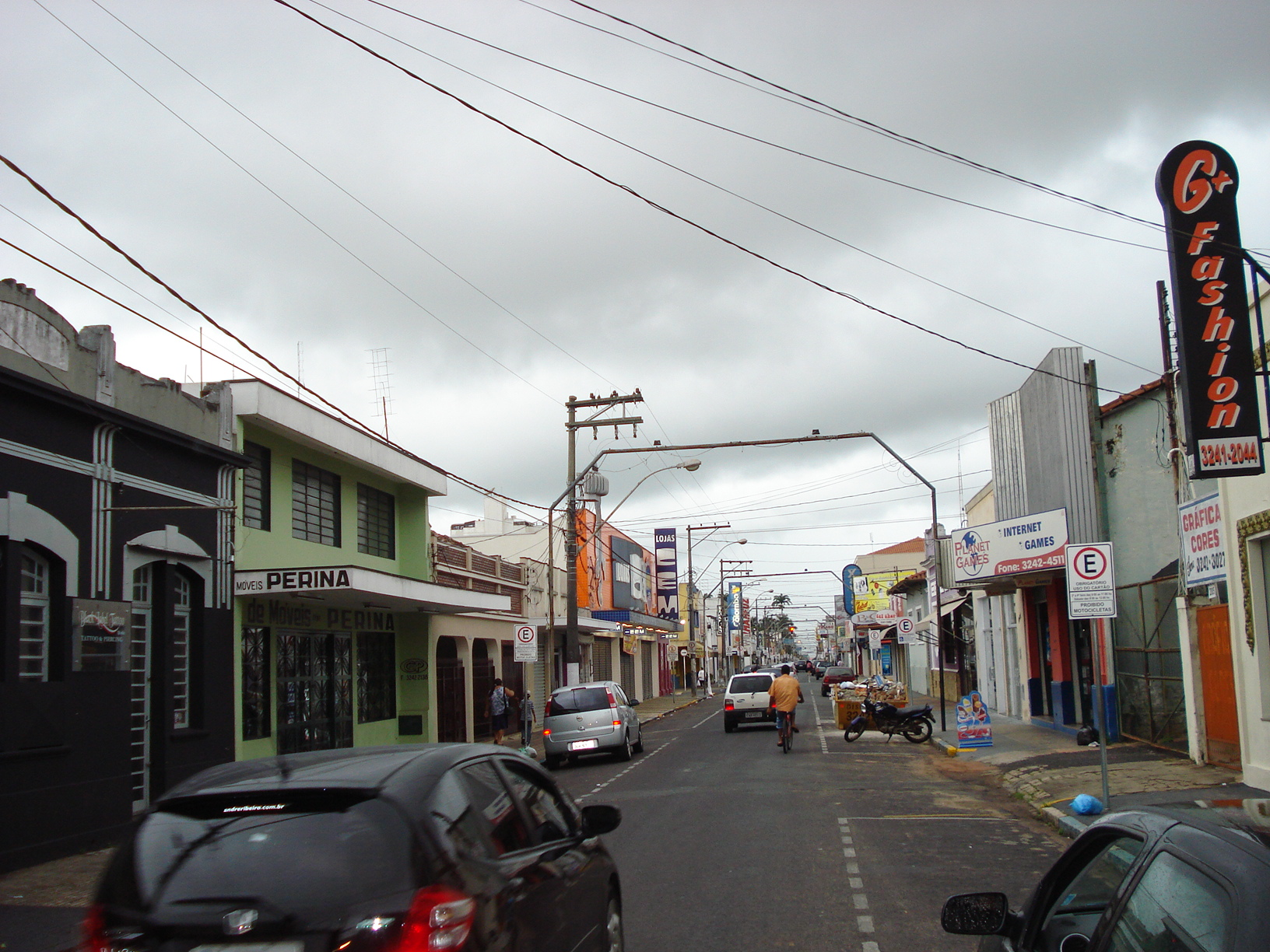
Rua Raul Rocha Medeiros, no centro da cidade.

| Crescimento populacional                             | Crescimento populacional | Crescimento populacional | Crescimento populacional |
| Ano                                                  | População Total          |                          | %±                       |
| ---------------------------------------------------- | ------------------------ | ------------------------ | ------------------------ |
| 1900                                                 | 6 673                    |                          | —                        |
| 1910                                                 | 27 454                   |                          | 311,4%                   |
| 1920                                                 | 37 524                   |                          | 36,7%                    |
| 1925                                                 | 43 972                   |                          | 17,2%                    |
| 1934                                                 | 36 893                   |                          | −16,1%                   |
| 1937                                                 | 30 256                   |                          | −18,0%                   |
| 1940                                                 | 20 186                   |                          | −33,3%                   |
| 1946                                                 | 18 186                   |                          | −9,9%                    |
| 1950                                                 | 15 939                   |                          | −12,4%                   |
| 1958                                                 | 15 631                   |                          | −1,9%                    |
| 1960                                                 | 16 919                   |                          | 8,2%                     |
| 1970                                                 | 21 520                   |                          | 27,2%                    |
| 1980                                                 | 31 231                   |                          | 45,1%                    |
| 1991                                                 | 39 742                   |                          | 27,3%                    |
| 2000                                                 | 43 613                   |                          | 9,7%                     |
| 2010                                                 | 46 642                   |                          | 6,9%                     |
| 2022                                                 | 47 574                   |                          | 2,0%                     |
| Est. 2024                                            | 48 725                   | [ 24 ]                   | 2,4%                     |
| Fontes: Censos Demográficos IBGE e Estimativas SEADE |                          |                          |                          |

### Dados demográficos
Dados do Censo - 2000
População total: 43.613
- Urbana: 40.765
- Rural: 2.848
  - Homens: 27.850
  - Mulheres: 15.763

Densidade demográfica (hab./km²): 125,72
Mortalidade infantil até 1 ano (por mil): 9
Expectativa de vida (anos): 61,43
Taxa de fecundidade (filhos por mulher): 1,98
Taxa de alfabetização: 55,73%
Índice de Desenvolvimento Humano (IDH-M): 0,709
- IDH-M Renda: 0,752
- IDH-M Longevidade: 0,791
- IDH-M Educação: 0,897

(Fonte: IPEADATA)

### Etnias

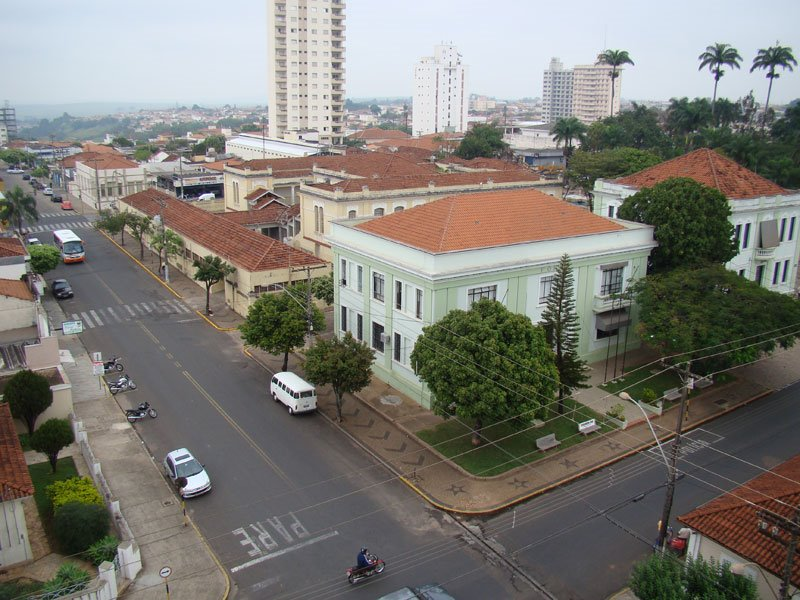
Vista da cidade.

A população montealtense, até o começo do século XX, era formada majoritariamente por portugueses e seus descendentes. Até mesmo o fundador de Monte Alto, Porfírio Luís de Alcântara Pimentel, era descendente de portugueses. Houve também a chegada de muitos nordestinos, descendentes de portugueses, cuja migração não se confunde com as grandes migrações nordestinas iniciadas sobretudo a partir da década de 1950.
A partir da década de 1920 começam a chegar os italianos e os alemães. Pouco depois chegam os japoneses. Assim, italianos, alemães e japoneses alterariam a composição da população e seriam discriminados pela então elite montealtense, especialmente durante a Segunda Grande Guerra. Dedicar-se-iam principalmente à agricultura e posteriormente, pouco a pouco, à indústria.

### Qualidade de vida
Monte Alto se destaca pela excelente qualidade de vida que apresenta de acordo com alguns índices publicados. O IDH de Monte Alto é de 0,813, o que coloca o município no grupo dos que têm IDH elevado e na 96ª posição no estado de São Paulo. Outro índice que reflete a qualidade de vida no município é o Índice FIRJAN de Desenvolvimento Municipal 2010 (ano base 2007) em que Monte Alto atingiu a pontuação de 0,8909, que apontou o município como o 21º melhor do Brasil para se viver. Ainda, o Governo do Estado de São Paulo criou o Índice Futuridade, que informa a respeito das condições de vida da população idosa em um município e, nesse índice, Monte Alto atingiu a 11ª melhor colocação entre os 645 municípios paulistas.

## Geografia

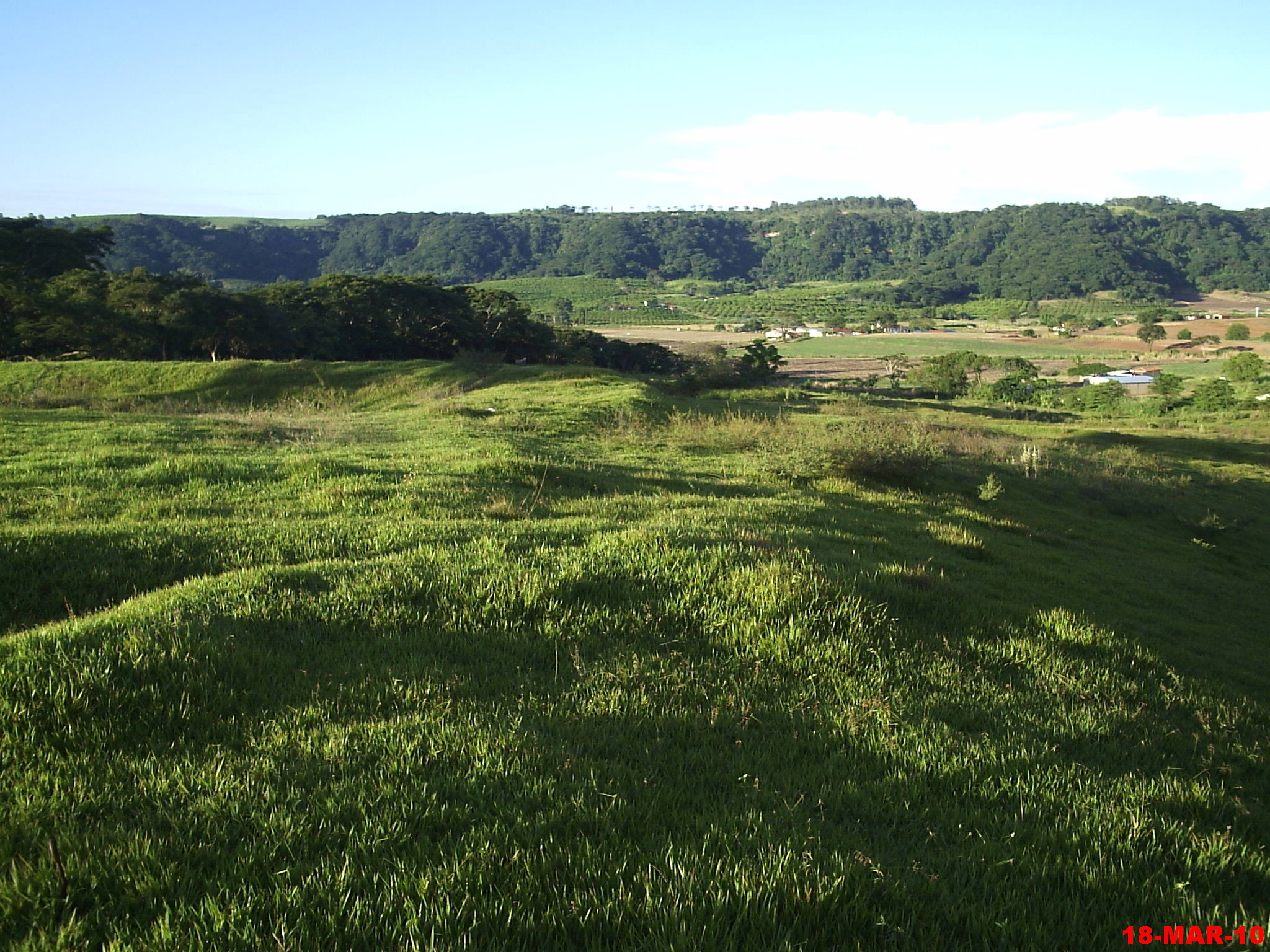
Serra de Jaboticabal.

Monte Alto foi construída exatamente sobre o divisor de águas entre a bacia hidrográfica do Mogi Guaçu e a bacia hidrográfica do Turvo/Grande. A altitude média é de 735 m, entretanto, alguns pontos ultrapassam os 800 m. O Município de Monte Alto é considerado um divisor topográfico, tem uma rica e vasta rede hidrográfica com 670 nascentes, distribuídas em três grandes compartimentos hídricos ou Unidades de Gerenciamento de Recursos Hídricos do Estado de São Paulo (UGRHI): na 9 (Mogi Guaçu - Córrego Rico), na 15 (Turvo/Grande - Rio Turvo e afluentes) e na 16 (Tietê/Batalha - Ribeirão dos Porcos) e integra o CBH‑TG (Comitê da Bacia Hidrográfica do Turvo/Grande).
O município é referência nacional em Paleontologia. Possui um museu (Museu Histórico e Paleontológico de Monte Alto) que abriga centenas de fósseis de dinossauros e animais pré-históricos encontrados na região. 

### Subdivisões
Pertencem a Monte Alto o distrito de Aparecida do Monte Alto (ex-Montesina), administrado por um subprefeito, e o povoado de Ibitirama, na continuação do bairro Alvorada.

### Hidrografia
- Rio Turvo
- Rio da Onça
- Córrego Rico
- Córrego do Gambá
- Ribeirão dos Porcos

### Rodovias

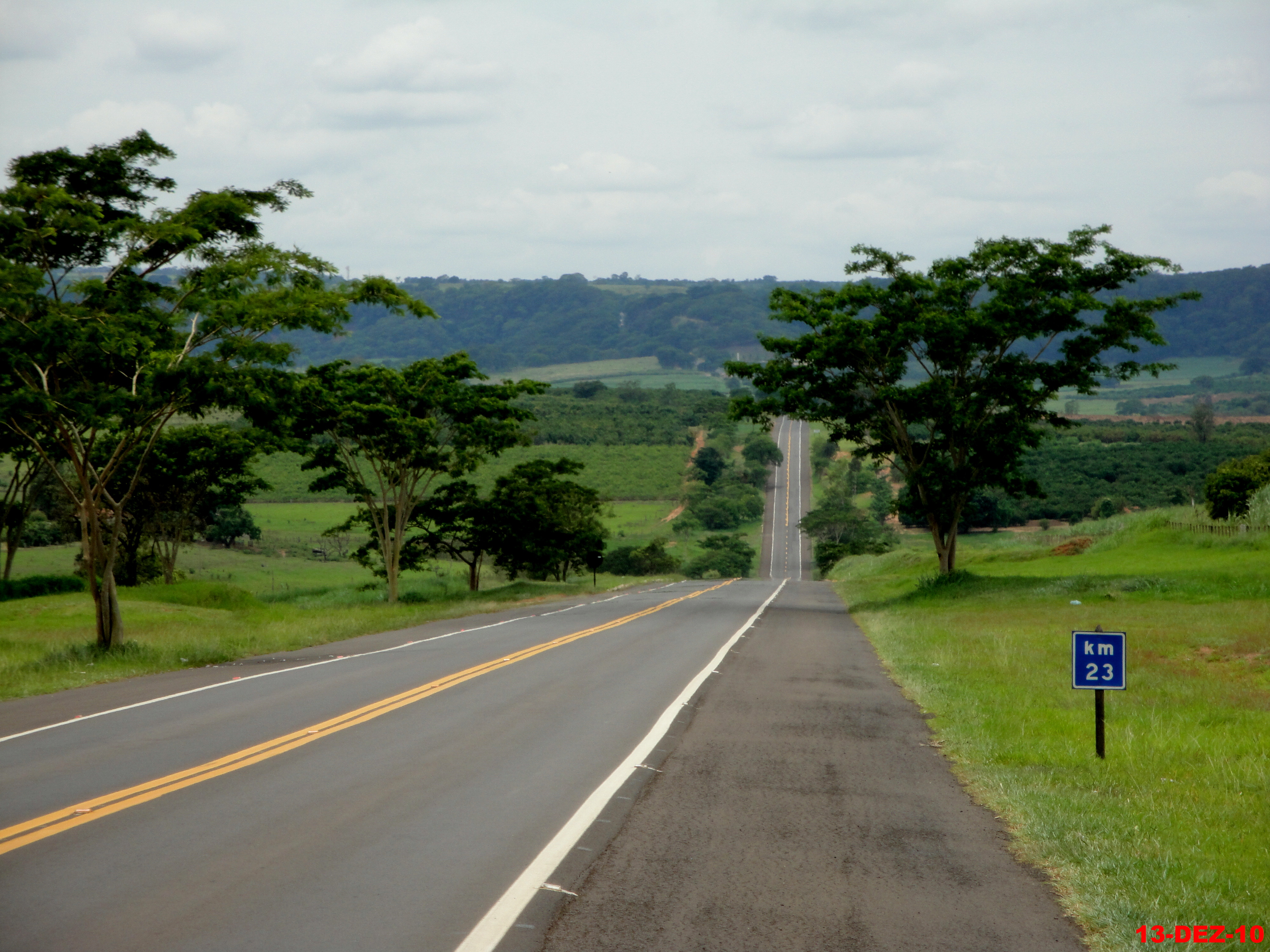
Rodovia SP-323.

- SP-305, Rodovia José Pizarro, de Jaboticabal a Monte Alto
- SP-323, Rodovia José Della Vechia, de Taquaritinga a Pirangi

### Clima
Monte Alto possui o clima tropical de altitude, que se evidencia acima dos 600m e se caracteriza por apresentar verões chuvosos e quentes e invernos secos e frios, em que geadas e temperaturas muito próximas do ponto de congelamento não são incomuns. Segundo a classificação climática de Köppen, Monte Alto possui o clima Cwa, que é assim caracterizado: a primeira letra, que é “C” e é sempre maiúscula, informa que se trata de um clima mesotérmico, com a temperatura média do mês mais frio inferior a 18 °C e superior a –3 °C e que há pelo menos um mês em que a temperatura média é igual ou superior a 10 °C. A segunda letra, que é “w” e é frequentemente minúscula, explicita que as chuvas ocorrem predominantemente no verão, e que o mês menos chuvoso tem precipitação inferior a 60mm. A terceira letra, que é “a” e é sempre minúscula, indica que os verões são quentes, com a temperatura média do mês mais quente igual ou superior a 22 °C.
| Médias de temperatura para Monte Alto |       |       |       |      |      |      |      |      |      |       |       |       |        |
| Mês                                   | Jan   | Fev   | Mar   | Abr  | Mai  | Jun  | Jul  | Ago  | Set  | Out   | Nov   | Dez   | Ano    |
| Média máxima °C                       | 29,1  | 29,1  | 29,0  | 27,8 | 26,1 | 25,2 | 25,0 | 27,8 | 29,1 | 29,2  | 29,0  | 28,7  | 27,9   |
| Média mínima °C                       | 18,1  | 18,3  | 17,6  | 15,1 | 12,4 | 11,1 | 10,6 | 12,1 | 14,2 | 15,9  | 16,6  | 17,6  | 15,0   |
| Precipitação (mm)                     | 254,4 | 214,9 | 175,3 | 66,9 | 54,5 | 31,3 | 24,9 | 24,9 | 62,0 | 123,6 | 156,3 | 252,0 | 1441,0 |
| Fonte: Unicamp - Cepagri              |       |       |       |      |      |      |      |      |      |       |       |       |        |

## Infraestrutura

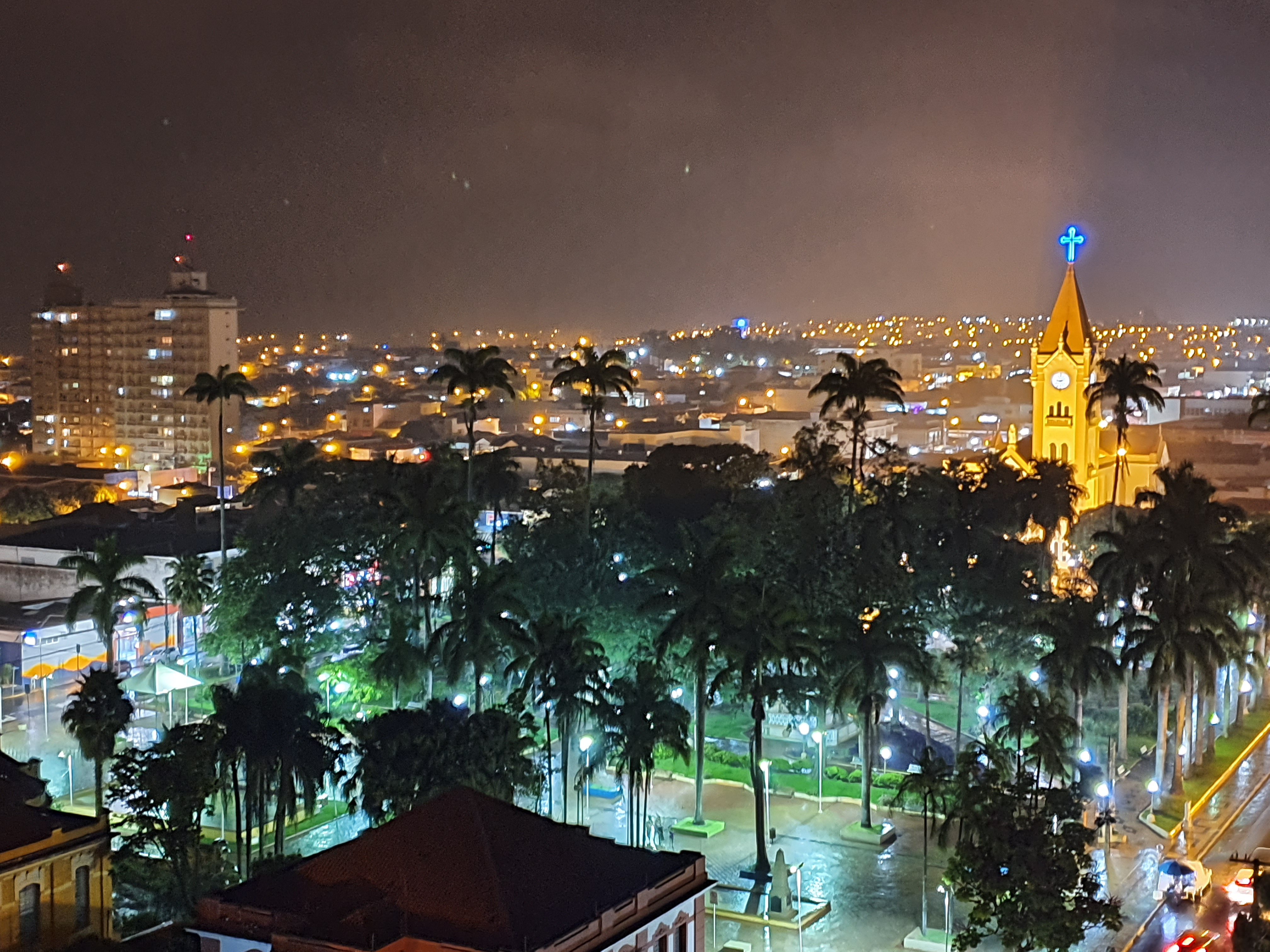
Vista noturna da cidade.

### Saúde
Existem dois hospitais na cidade: Santa Casa de Misericórdia, inaugurado em 1924, e o hospital da UNIMED. A irmandade mantenedora da Santa Casa foi criada em 1917,  sendo que por ocasião da fundação do hospital, até 1926, contou com a atuação da beata Assunta Marchetti.

### Comunicações
O sistema de telefones automáticos foi inaugurado na cidade em 1966. Já o sistema de discagem direta à distância (DDD) foi implantado em 1978 pela Telecomunicações de São Paulo (TELESP) com o código de área (0163).
Na década de 90 o código DDD da cidade foi alterado para (016), para padronização do sistema telefônico com a telefonia celular que estava sendo implantada em todo o estado.

## Administração

### Lista de prefeitos, presidentes da câmara e intendentes (1os.anos)
| Nº | Presidente da Câmara     | Intendente/Prefeito                      | Início do mandato | Fim do mandato | Observações                      |
| 1  | José Ferreira Jorge      | José Soares de Mello                     | 1896              | 1897           | Intendente, indicado             |
| 2  | Adolpho Pantaleão        | Joaquim Gomes de Oliveira                | 1897              | -              | Intendente, indicado             |
| 3  | -                        | Rafael Florenzano                        | -                 | -              | Intendente, eleito indiretamente |
| 4  | -                        | Juvenal ou Joaquim Alves de Carvalho     | -                 | -              | Intendente, eleito indiretamente |
| 5  | -                        | Sabino F. de Camargo                     | -                 | 1902           | Intendente, eleito indiretamente |
| 6  | -/Luiz Zacharias de Lima | Antônio G. do Amaral                     | 1902              | 1908           | Intendente, eleito indiretamente |
| 7  | Luiz Zacharias de Lima   | Ananias de Oliveira Carvalho             | 1908              | 1916           | Prefeito, eleito indiretamente   |
| 8  | Raul da Rocha Medeiros   | José Luiz Franco da Rocha                | 1917              | 1918           | Prefeito, eleito indiretamente   |
| 9  | Luiz Zacharias de Lima   | Raul da Rocha Medeiros                   | 1919              | 1929           | Prefeito, eleito indiretamente   |
| 10 | Luiz Zacharias de Lima   | Luiz Soares de Melo                      | 1929              | 1930           | Prefeito, eleito indiretamente   |
| 11 | (inexistente)            | Nicácio Badaró                           | 1931              | 1932           | Prefeito, indicado               |
| 12 | (inexistente)            | Verginaud M. de Barros                   | 1933              | 1933           | Prefeito, indicado               |
| 13 | (inexistente)            | Horácio Penteado                         | 1934              | 1934           | Prefeito                         |
| 14 | -                        | Paulo de Campos Gatti                    | 1934              | 1937           | Prefeito, eleito                 |
| 15 | (inexistente)            | Antonio Mazza                            | 1937              | 1937           | Prefeito, indicado               |
| 16 | (inexistente)            | Bento Manoel de Siqueira                 | 1938              | 1942           | Prefeito, indicado               |
| 17 | (inexistente)            | Manoel Carvalho Lima                     | 1942              | 1944           | Prefeito, indicado               |
| 18 | (inexistente)            | João Lenardon                            | 1945              | 1945           | Prefeito, indicado               |
| 19 | (inexistente)            | José Zacharias de Lima                   | 1946              | 1946           | Prefeito, indicado               |
| 20 | (inexistente)            | Aurélio Peloso                           | 1947              | 1947           | Prefeito, indicado               |
| 21 | (inexistente)            | Henrique de Oliveira Nunes               | 1947              | 1947           | Prefeito, indicado               |
| 22 | Antonio Caluz Júnior     | Antonio Bonsegno                         | 1947              | 1947           | Prefeito, indicado, indicado     |
| 23 | -                        | José Zacharias de Lima                   | 1948              | 1951           | Prefeito, eleito                 |
| 24 | -                        | José Pizarro                             | 1952              | 1955           | Prefeito, eleito                 |
| 25 | -                        | José de Paula Eduardo                    | 1955              | 1955           | Prefeito, eleito                 |
| 26 | -                        | José Zacharias de Lima                   | 1956              | 1959           | Prefeito, eleito                 |
| 27 | -                        | Antonio Mazza                            | 1960              | 1963           | Prefeito, eleito                 |
| 28 | -                        | Fioravante José Canali                   | 1964              | 1968           | Prefeito, indicado               |
| 29 | -                        | José Jesus Victorio Rodrigues            | 1969              | 1972           | Prefeito, indicado               |
| 30 | -                        | Antonio Mazza                            | 1973              | 1976           | Prefeito, eleito                 |
| 31 | -                        | Elias Bahdur                             | 1977              | 1982           | Prefeito, eleito                 |
| 32 | -                        | José Jesus Victorio Rodrigues            | 1983              | 1988           | Prefeito, eleito                 |
| 33 | -                        | Elias Bahdur                             | 1989              | 1992           | Prefeito, eleito                 |
| 34 | -                        | Aparecido Donizete Sartor                | 1993              | 1996           | Prefeito, eleito                 |
| 35 | -                        | Elias Bahdur                             | 1997              | 2000           | Prefeito, eleito                 |
| 36 | -                        | Aparecido Donizete Sartor                | 2001              | 2004           | Prefeito, eleito                 |
| 37 | -                        | Gilberto Morgado                         | 2005              | 2006           | Prefeito, eleito                 |
| 38 | -                        | Maurício de Mattos Piovesan              | 2006              | 2008           | Prefeito, vice eleito            |
| 39 | -                        | Silvia Aparecida Meira                   | 2009              | 2016           | Prefeito, eleito                 |
| 40 | -                        | João Paulo de Camargo Victório Rodrigues | 2017              | 2020           | Prefeito, eleito                 |
| 41 | -                        | Maria Helena Rettondini                  | 2021              | 2024           | Prefeito, eleito                 |
| 42 | -                        | Maria Helena Rettondini                  | 2025              | -              | Prefeito, reeleito               |

## Economia
Atualmente há em Monte Alto predomínio do setor secundário e do setor terciário da economia. Entretanto, o setor primário permanece como atividade importante, destacando-se a cultura da cebola e a produção de frutas para exportação. Monte Alto possui indústrias de grande porte que, juntamente com as indústrias de pequeno porte, conferem perfil industrial ao município, cuja população urbana ultrapassa os 93% da população total.
Monte Alto conta com várias indústrias siderúrgicas, de peças automotivas e de motopeças, como a Cestari, a Fundição Lanfredi, a Polmatec Redutores, a Fundição BB Ltda, a Quinelato Freios e a Dia-Frag além das indústrias de artefados de borracha, como a BMA e a multinacional Hutchinson e das indústrias alimentícias, como a Fugini e a CEPÊRA. Sua agricultura é caracterizada pela predominância da pequena propriedade rural e pela policultura, com destaque para a cebola, a manga, a goiaba e a cana-de-açúcar.

## Esportes
É considerada a cidade-berço e a primeira cidade-sede dos Jogos Abertos do Interior, a maior competição esportiva amadora da América Latina.

## Religião

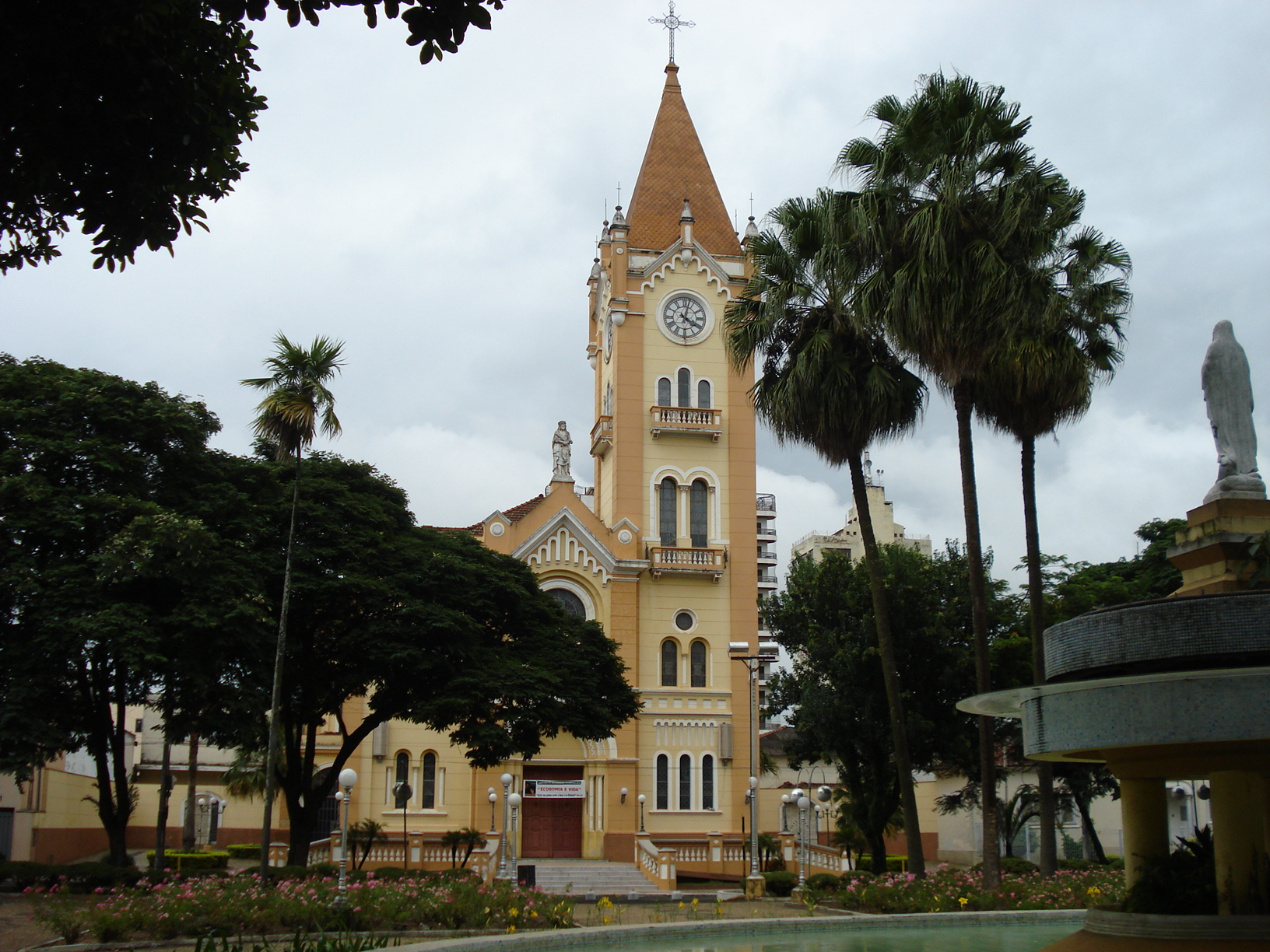
Igreja Matriz.

O Cristianismo se faz presente na cidade da seguinte forma:

### Igreja católica
- A igreja faz parte da Diocese de Jaboticabal.[55]

### Igrejas evangélicas
- Assembleia de Deus Ministério do Belém.[56][57]
- Congregação Cristã no Brasil.[58]